# Марта Смарт
Марта Смарт је главна јунакиња серијала романа за децу српског писца Уроша Петровића. Кратки романи из овог серијала носе поднаслов Роман у загонеткама и намењени су деци узраста 10—12 година. Овај вишеструко награђивани серијал преведен је и на друге језике, а појединачни наслови објављени су у више издања. Овај серијал био је инспирација за креирање нове друштвене игре Мартина загонетна кутија, која је такође награђена.

## О Марти Смарт
Марта Смарт је девојчица која живи у необичној Гинковој улици и има још необичнији хоби – да открива тајне и решава мистерије. Њена коса је зелене боје захваљујући тајном рецепту за боју за косу, коју од листова гинка и коприве справља баба Араукарија, самозвана апотекарка. Листове гинка беру са стабала у дрвореду који расте дуж целе улице и по ком је и добила назив Гинкова. Осим њих две у Гинковој улици живе и други необични јунаци ових загонетних прича: заставник Федор, мајстор Лукијан, професор Шизлап, Мартин другар Венегор и најбоља другарица, црвенокоса Луција, који заједно са њом решавају мистерије.

## О серијалу
Романи из серијала о Марти Смарт су романи у загонеткама. У сваком од њих главна јунакиња, да би стигла до свог циља, решава низ загонетки. На свом путу она наилази на низ мистериозних препрека и изазова, непредвидивих ликова и скровитих капија које отварају само тачни одговори на ове тешко докучиве загонетке. Веома вешто, духовито и забавно Урош Петровић плете приче о Марти Смарт, води читаоце кроз тајне вештине решавања загонетки, показујући како не постоје нерешиве енигме. Пишући ове узбудљиве и забавне кратке романе Урош Петровић води се уверењем да деца, ако су мотивисана на прави начин, уживају у читању и учењу. Петровић их у својим књигама мотивише управо кроз решавање различитих „мозгалица” и „главоломки”. На крају сваке књиге дата су и решења загонетки које заправо чине радњу романа.

### Књиге у серијалу о Марти Смарт
Сваки од делова серијала представља посебну целину и уводи читаоце у другачију врсту пустоловине.
- Мистерије Гинкове улице (Лагуна, 2008)[4]
- Мрачне тајне Гинкове улице (Лагуна, 2011)[9]
- Тајне вештине Марте Смарт (Лагуна, 2013)[10]
- Мартина велика загонетна авантура (Лагуна, 2014)[11]
- Марта Смарт и вашар загонетки (Лагуна, 2008)[12]

## Награде
Књиге из серијала о Марти Смарт добиле су неколико реномираних награда из области књижевности за децу. Међу њима су награда „Невен“, „Доситејево перо“ и „Гордана Брајовић“.
Серијал је био инспирација за креирање дечје играчке, друштвене игра Мартина загонетна кутија, која је добила признање Добра играчка за 2016. годину. Ово признање додељује удружење Пријатељи деце Србије у оквиру Дечје недеље.